# Vũ Đông
Vũ Đông là một xã thuộc thành phố Thái Bình, tỉnh Thái Bình, Việt Nam.
Xã có diện tích 6,5 km², dân số là 8.025 người, mật độ dân số đạt 1.235 người/km. Xã được chia làm 8 thôn: Đình Phùng, Nguyễn Trãi, Nguyễn Huệ, Nguyễn Du, Quang Trung, Trần Phú, Hưng Đạo và Lê Lợi.
Trước năm 2008, xã Vũ Đông thuộc huyện Kiến Xương tỉnh Thái Bình, ngày 13 tháng 12 năm 2007, Chính phủ ban hành Nghị định số 181/2007/NĐ-CP Điều chỉnh địa giới hành chính huyện Đông Hưng, huyện Kiến Xương, huyện Vũ Thư để mở rộng thành phố Thái Bình trong đó 2 xã Vũ Đông và Vũ Lạc được chuyển về thành phố Thái Bình. Lưu trữ ngày 3 tháng 8 năm 2017 tại Wayback Machine
Trước đây khi chưa được chuyển về thành phố Thái Bình, kinh tế xã Vũ Đông chủ yếu dựa vào sản xuất nông nghiệp. Sau khi chuyển về thành phố Thái Bình, kinh tế xã đã có những bước chuyển biến đáng kể sang tiểu thủ công nghiệp và dịch vụ, nhất là sau khi cây cầu dây văng bắc qua sông Trà Lý được khánh thành nối phường Hoàng Diệu và xã Vũ Đông.
Xã Vũ Đông có tên từ xa xưa là làng Đông Trì thuộc Tổng Xuân Vũ, Phủ Kiến Xương, sở dĩ có tên này là vì mảnh đất nằm ở phía Đông tỉnh lỵ Thái Bình, dọc theo hữu ngạn sông Trà Lý về phía hạ lưu. Địa hình có từng vùng cao trũng khác nhau, ao hồ lớn nhỏ. Từ những đặc điểm ấy, cha ông đã đặt tên là làng Đông Trì vào khoảng thế kỷ thứ XV (khởi tổ lập làng), theo nghĩa Hán, Đông là phía Đông tỉnh lỵ, “Trì” nghĩa là “ao”. Trước đây đã có câu ca về đất Đông Trì như sau: “Thứ nhất Tây Trì, thứ nhì làng Đông” nhằm ý nghĩa ca ngợi Đông Trì là một làng rộng và đông dân cư trong Phủ Kiến Xương (chỉ sau Tây Trì, tức Vũ Tây ngày nay). Trên cơ sở bia đá tại Đình làng, ông cha xưa ghi lưu lại: Đình Đông Trì được xây dựng năm 1697 (cách đây gần 300 năm). Đến năm 1946, làng Đông Trì chuyển về huyện Vũ Tiên. Năm 1949, làng Đông Trì và thôn Tam Lạc (Trần Lãm) sáp nhập đổi thành xã Đông Lạc, sau đó đổi thành xã Vũ Đông. Năm 1969, xã Vũ Đông chuyển về huyện Kiến Xương. Đến năm 2008, xã Vũ Đông về sáp nhập với Thành phố Thái Bình.
Trong 2 cuộc chống thực dân Pháp anh hùng và chiến tranh chống nền dân chủ Việt Nam Cộng Hòa của Đảng Cộng sản Việt Nam, xã Vũ Đông đã đóng góp gần 2000 nam, nữ thanh niên lên đường bảo vệ Tổ quốc, toàn xã có 01 lão thành cách mạng, 02 cán bộ tiền khởi nghĩa, 263 liệt sĩ, 138 thương bệnh binh, 25 mẹ được phong tặng danh hiệu Mẹ Việt Nam anh hùng và 247 nạn nhân bị nhiễm chất độc đioxin. Xã Vũ Đông có tới 86% số hộ gia đình có con em tham gia trong cuộc chiến tranh được phát động giữa Đảng Cộng sản Việt Nam và Việt Nam Cộng Hòa, 4 Huân chương kháng chiến chống Hoa Kỳ Hạng Ba, 1 Huân chương Lao động Hạng Ba, 1 Anh hùng lực lượng vũ trang nhân dân, 188 cá nhân được tặng thưởng Huân, Huy chương các loại, 25 Huân chương chiến công và 15 Huân chương chiến công giải phóng.
Trong những năm đổi mới có một số sự kiện nổi lên như Vụ nông dân nổi dậy vào khoảng tháng 6, tháng 7 năm 1997. Cùng với các xã thuộc huyện như Quỳnh Phụ, Đông Hưng, Tiền Hải thì nhân dân xã Vũ Đông do thực sự bất mãn và bức xúc tột độ của đại đa số người dân với chính quyền địa phương về việc tham nhũng các công trình xã hội hóa mà trong đó có đóng góp của nhân dân và người dân phải đóng thuế rất cao. Đỉnh điểm của cuộc nổi dậy này là nhân dân trong xã Vũ Đông trong 1 đêm đã cùng đứng lên đến nhà các vị có chức có quyền trong xã đập phá, bắt bớ gây nên cảnh hỗn loạn với cuộc nổi dậy này thì Chủ tịch, bí thư xã, và 1 vài cán bộ khác đã ra tòa và bị đi tù.